# Кемерово
Ке́мерово (рос. Кемерово) — місто в Росії, адміністративний центр Кемеровської області. Центр агломерації. Тридцяте за кількістю населення і п'ятдесяте за площею серед міст Росії.
Розміщене на півдні Західного Сибіру, на обох берегах річок Томі та Іскітимки, у північній частині Кузнецького вугільного басейну (Кузбасу). Від початку 20 ст. в місті працювали підприємства вугільної промисловості. Працюють також підприємства хімічної, легкої та харчової промисловості.

## Географія

### Географія
Місто Кемерово — адміністративний центр Кемеровської області, розташоване в 2997 км (по прямій) і 3601 км (по автодорогах) від Москви, знаходиться на південному сході Західного Сибіру в центрі Кузнецької улоговини, у північній частині Кузнецького вугільного басейну, на обох берегах річки Том, у середині її течії, при впадінні в неї річки Іскітимка. Територія міста знаходиться в межах увалисто-горбистої рівнини півночі Кузнецької улоговини, у лісостеповій південній частині Західного Сибіру.
Частини міста, що розташовані на різних берегах Томі, пов'язані між собою двома автомобільними (Кузнецький і Кузбаський мости) і одним залізничним мостами. Близьке передмістя включає населені пункти Губернська садиба, Журавльово, Жургавань, Металплощадка, Пригородний, Сухово, Улус-Мозжуха.

### Часовий пояс
Місто Кемерово, як і вся Кемеровська область, знаходиться в часовому поясі Красноярський час. Зсув відносно UTC складає +7:00. Щодо московського часу часовий пояс має постійний зсув +4 години і позначається в Росії як MSK+4.

### Клімат
Клімат міста Кемерово різко континентальний.
Зимовий період в столиці Кузбасу холодний і на 1,5 місяці триваліший календарної зими. Середньодобова температура повітря опускається нижче нуля 25 жовтня, останній зимовий день припадає на 9 березня. Літо досить вологе і тепле, часом влітку дуже спекотно. Середня тривалість кліматичного літа (з періодом середньодобових температур вище +15 градусів) в Кемерово становить 96 днів. Починається літо в середньому 24 травня, останній день літнього періоду припадає на 29 серпня.
2 червня 2013 року вдень при проходженні циклону температура повітря різко впала з +9 °C до +1 °C і в місті випав сніг, а наступної ночі температура повітря опускалася до -2,8 °C.
2 червня 2014 року опади у вигляді дощу і мокрого снігу йшли на всій території регіону. А найсильніший снігопад синоптики зафіксували у Бєлові і в Тисуль, у цих населених пунктах випало до семи міліметрів опадів.
| Клімат Кемерова                  | Клімат Кемерова | Клімат Кемерова | Клімат Кемерова | Клімат Кемерова | Клімат Кемерова | Клімат Кемерова | Клімат Кемерова | Клімат Кемерова | Клімат Кемерова | Клімат Кемерова | Клімат Кемерова | Клімат Кемерова | Клімат Кемерова |
| Показник                         | Січ.            | Лют.            | Бер.            | Квіт.           | Трав.           | Черв.           | Лип.            | Серп.           | Вер.            | Жовт.           | Лист.           | Груд.           | Рік             |
| Абсолютний максимум, °C          | 6,0             | 6,8             | 14,6            | 28,3            | 34,4            | 35,1            | 38,0            | 36,3            | 33,1            | 24,5            | 13,1            | 5,8             | 38,0            |
| Середній максимум, °C            | −12,2           | −9              | −1,2            | 7,9             | 18,7            | 23,2            | 25,5            | 22,9            | 15,7            | 7,4             | −3,5            | −10             | 7,1             |
| Середня температура, °C          | −17             | −14,5           | −7,3            | 1,9             | 11,2            | 16,5            | 19,0            | 16,2            | 9,6             | 2,4             | −7,4            | −14,5           | 1,3             |
| Середній мінімум, °C             | −21,5           | −19,6           | −12,6           | −3              | 4,7             | 10,4            | 13,2            | 10,6            | 4,8             | −1,4            | −11             | −19             | −3,7            |
| Абсолютний мінімум, °C           | −47,9           | −47,1           | −39,9           | −32,4           | −19,6           | −5,7            | 0,5             | −1,2            | −9,4            | −27,9           | −39,5           | −48,4           | −48,4           |
| Норма опадів, мм                 | 28              | 19              | 19              | 26              | 40              | 68              | 72              | 62              | 41              | 45              | 44              | 41              | 505             |
| -------------------------------- | --------------- | --------------- | --------------- | --------------- | --------------- | --------------- | --------------- | --------------- | --------------- | --------------- | --------------- | --------------- | --------------- |
| Джерело: «Погода и Климат»(рос.) |                 |                 |                 |                 |                 |                 |                 |                 |                 |                 |                 |                 |                 |

### Екологічна ситуація
У місті є підприємства хімічної, машинобудівної та вугільної промисловості, які негативно впливають на стан довкілля.
Останнім часом викиди в атмосферу від підприємств та інших стаціонарних джерел зменшилися. При цьому, зростання кількості автомобілів привів до зростання обсягу викидів в атмосферу від цього джерела, проте точні дані про забруднення повітря транспортом відсутні.
| Рік  | Кількість об'єктів зі стаціонарними джерелами викидів | Викинуто в атмосферу забруднюючих речовин, що відходять від стаціонарних джерел, тис. тонн |
| ---- | ----------------------------------------------------- | ------------------------------------------------------------------------------------------ |
| 2008 | 71                                                    | 49,8                                                                                       |
| 2009 | 59                                                    | 52,0                                                                                       |
| 2010 | 61                                                    | 54,9                                                                                       |
| 2011 | 75                                                    | 47,2                                                                                       |
| 2012 | 112                                                   | 46,5                                                                                       |
| 2013 | 132                                                   | 36,6                                                                                       |

## Історія
З 1918 — статус міста. В 1925—1932 роках місто звалося Щегло́вськ (рос. Щегловск).
У місті понад 100 років працюють підприємства вугільної промисловості. Також є підприємства хімічної промисловості.
16 жовтня 2006 року в Кемерові уведений в експлуатацію найширший (40 метрів) в Сибіру Кузнецький міст, що прийшов на заміну застарілому Комунальному мосту. Примітним є те, що старий міст не демонтували: він дотепер розташовується паралельно до Кузнецького мосту, поступово старіє й розкрадається вандалами. Прибережні частини мосту з обидвох боків річки відсутні.
25 березня 2018 року в місцевому торговому центрі «Зимня вишня» сталася велика пожежа, у якій, за офіційними даними, загинуло 64 людини.

## Економіка
В місті діє Кузбаселектромотор — підприємство з розробки і виробництва устаткування для гірничої промисловості; вуглевидобувне промислове об'єднання Кузбассуголь.

## Культура
- Кемеровський обласний театр ляльок імені Аркадія Гайдара

## Уродженці
- Хейдіз Олена (* 1959) — російська художниця та письменниця.